# Château Saint-Georges (Gironde)
Ne doit pas être confondu avec Château Saint-Georges (Côte Pavie).
Pour les articles homonymes, voir Château de Saint-Georges.
Le château Saint-Georges est une propriété viticole de 45 ha, située sur la commune de Montagne (Gironde), en appellation saint-georges-saint-émilion.

## Histoire

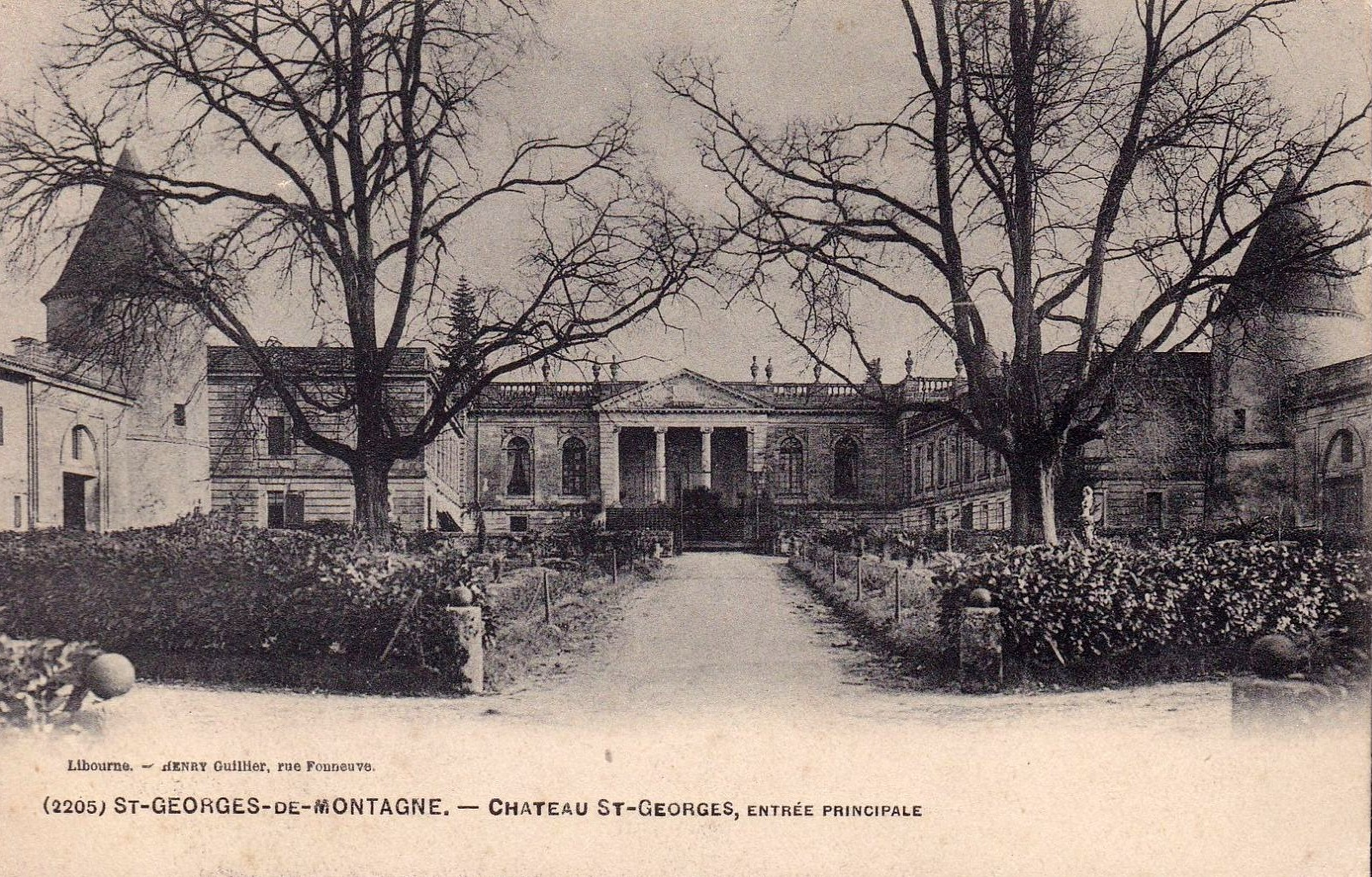
Le château Saint-Georges dans les années 1900-1920.

### Bâtiment
Les quatre tours renvoient au passé d’un château féodal. La façade de style néoclassique de la chartreuse est l’œuvre de Victor Louis, architecte du Grand-Théâtre de Bordeaux,.
Les portails en fer forgé du château ont fait l'objet de publications.

### Propriétaires
Depuis 1891, le château appartient à la famille Desbois.
En 2013, Jean-Philippe Janoueix rejoint la société viticole comme copropriétaire. En octobre 2015, il devient le gérant du château.

## Terroir
Les sols argilo-calcaire qui caractérisent le vignoble sont parfaitement adaptés à la culture du merlot, du cabernet sauvignon et du cabernet franc. Les vignes sont entretenues sans irrigation et les raisins sont vendangés à la main, puis foulés et fermentés en cuverie.

## Vins
Le château produit trois vins : 
- Château Saint-Georges (grand vin),
- Château Puy Saint-Georges (second vin),
- Trilogie du Château Saint-Georges